# Monoplistes phanophilus
Monoplistes phanophilus är en skalbaggsart som beskrevs av Lea 1923. Monoplistes phanophilus ingår i släktet Monoplistes och familjen bladhorningar. Inga underarter finns listade i Catalogue of Life.